# 西原翔吾
西原 翔吾（にしはら しょうご、1981年11月16日 - ）は、日本の俳優、声優。千葉県流山市出身。一般社団法人日本朗読芸術協会、代表理事。合同会社MYSTA代表。

## 人物
千葉県立柏西高等学校卒業。
かつて、朗プロダクション、モーデリア、スーパーシャークエンターテイメントに所属していた。
19歳の時、つんくプロデュースによる洋画買取販売企画：つんくタウン四丁目の第3弾「レズパラ」の洋画吹き替えにて、声優デビューを果たす。その後、スクールデュオに通い、朗プロダクションに所属。声優・俳優の他にも、ゲーム・ボイスドラマ・CMなどの音響演出、舞台演出、イベントMCなど活動している。
2019年9月より合同会社MYSTAを設立し、代表を務める。
特技は書道、剣術、タップダンス。趣味はアウトドア。

## 出演

### テレビアニメ
- DVDスペクトラルフォース クロニクル（2016年、シフォン）
- 黒魔女さんが通る!!（2013年 - 2014年、魔物、配達員）
- 小森さんは断れない!（2015年、担任 他）

### ゲーム
2003年
- 新紀幻想スペクトラルソウルズ（マックス）

2004年
- 新天魔界ジェネレーションオブカオスIV（ヴァリゾア・ゼノッシュ）
- スペクトラルフォース ラジカルエレメンツ（アドラー・アウィス）

2005年
- 新天魔界 〜GOC IV アナザサイド〜（ヴァリゾア・ゼノッシュ）
- 新紀幻想スペクトラルソウルズII　（ルキ）
- 新天魔界ジェネレーションオブカオスV（ドレウィン）
- スペクトラルフォース クロニクル（シフォン）

2006年
- スペクトラルフォース 3〜イノセントレイジ〜　（チク）
- イーディスメモリーズ〜新天魔界GOC V〜（ヴァリゾア・ゼノッシュ）

2010年
- 蒼空のフロンティア

2011年
- 迷宮クロスブラッド リローデッド（佐伯空斗）

2012年
- 円卓の生徒 The Eternal Legend（サウル・ハイフィールド）

2013年
- 迷宮クロスブラッド インフィニティ（佐伯空斗）
- 鬼斬（スサノオ）

2014年
- 東京新世録 オペレーションアビス（佐伯空斗）

2015年
- 鬼斬 百鬼夜行（スサノオ）

2018年
- 日替わり内室（諸葛亮）
- レジェンドオブリング（イアン）

2019年
- DiRT Rally 2.（日本人コドライバー）
- HARDCORE MECHA（ヴォルフェス・ボナパルト）
- 乱世三国：六龍の戦い（諸葛亮）
- スーパー戦艦:地海伝説（ナレーション）
- 異界転生キズナ（織田義信）
- モテモテ魔王の異世界冒険録（ガスコイン）
- 覇王の天下（服部半蔵）
- 武士立志伝～俺だって出世したい（沖田総司）

### 音声案内
- 国立国会図書館（録音図書）

### ナレーション
- NHK（朗読時間）
- ビックカメラ
- 大塚商会
- ウィザードリィ 〜忘却の遺産〜 プロモーションムービー
- 児島ボート
- 中本屋工務店
- 新鮮市場きむら
- 中国語がわからない人のための会話集「3語で中国語会話ができる本」
- 超ラク会話法講義「3語で韓国語会話ができる本」
- 大塚商会（ソリューションシアター）
- Audi（R8海外放映版）

### 吹き替え
- レズパラ（ディックディクソン）
- ベルサイユ（マイク）

### CM(顔出し)
- きゅうりのキューちゃん

### 舞台
- 原えりこプロデュース・演劇集団ふれる〜じゅ公演「新白無垢の鬼」（清八）
- 東京都助成2004都民芸術フェスティバル児演協公演  「ミュージカル 水、はしる！〜江戸に水が来た日〜」　（勘五郎）
- みなとYOKOHAMA演劇祭'07実行委員会特別企画公演 「海狐〜岡倉天心のこころ〜」（ソルト／塩田力蔵）
- 東京ROSEcompany「Lady,be...」（長見）
- 鬼斬（タケル）
- 朗読ミュージカル「あやかしの巻」（六さん）

### 舞台演出
- Sonic theater第1弾公演「マチクイの詩」「犯人は誰だ？！」
- Sonic theater第2弾公演「曲がれ！スプーン」
- Sonic theater第3弾公演「ナツヤスミ語辞典」
- Sonic theater第4弾公演「風を継ぐ者」
- Sonic theater第5弾公演「ブリザード・ミュージック」
- 朗読劇「theater of fairytale」[9]
- 朗読劇「あっくんとカノジョ～松尾真砂の日常～」 [10]
- 朗読劇「Wizards Witchery」

### 収録演出
- MMORPG「鬼斬」
- iTunes/Androidアプリ「鬼斬 〜日本を旅するRPG〜」
- CDドラマ・オーディオブック「活恋高校☆探偵部」
- CDドラマ「たません！」[8]
- ゲーム「戦国少女〜戦場に舞う姫たち〜」

### MC
- 燃え上がれ知多半島 知多娘。